# シャーリヴァーハナ
シャーリヴァーハナ（शालिवाहन Śālivāhana）は、インドの伝説的な王。プラティシュターナ（今のマハーラーシュトラ州パイタン）を都としてマールワー地方を治めたと伝えられる。

## 名称の由来
シャーリヴァーハナは、シャーラヴァーハナまたはサータヴァーハナとも呼ばれる。サータヴァーハナが古い形である。実在のサータヴァーハナ朝の名に由来しているのは確かだが、伝説ではひとりの王の名前として出現する。

## 伝説
シャーリヴァーハナはプラークリット文学の擁護者とされる。1600年ごろのラクシュミーナータ・バッタは、シャーリヴァーハナをプラークリットの最初の詩人とする。実際にプラークリット（マーハーラーシュトリー）で書かれた最初の文学作品である詩集『ガーハー・サッタサイー』（七百頌集）はサータヴァーハナ朝のハーラ王によって編纂されたと伝えられ、冒頭の詩にもそのことが記されている。ハーラという王はプラーナ文献にサータヴァーハナ朝の王として見え、碑文にも確認されるために実在の人物だったようである。しかし、現存の『ガーハー・サッタサイー』はもっと新しい時代の内容（曜日や時刻の表記のしかた、ガネーシャなどに対する礼拝など）を含んでいる。
『ブリハットカター』の作者であるグナーディヤについても、サータヴァーハナ王の大臣であったグナーディヤによってパイシャーチーで書かれたという伝説をカシミール系の伝本が伝える。
シャーリヴァーハナはしばしば同様に伝説化した王であるヴィクラマーディティヤのライバルとして扱われる。シヴァダーサの『サーリヴァーハナカター』はヴィクラマーディティヤとシャーリヴァーハナのライバル関係を記す。ジャイナ教の伝説では、あるバラモンの未亡人がナーガと交わってシャーリヴァーハナを生んだが、彼が将来王になることを占星術師がヴィクラマーディティヤに告げたため、ヴィクラマーディティヤは彼を攻撃した。シャーリヴァーハナは粘土の兵隊に命を吹きこんで戦って勝ったとする。
インドのシャカ紀元は13世紀以降に「シャーリヴァーハナ・シャカ」と呼ばれ、シャーリヴァーハナと結びつけられた。しかしそれより100年以上古いヴィクラマ紀元がヴィクラマーディティヤと結びつけられているため、ヴィクラマーディティヤとシャーリヴァーハナを同時代の人物とする説と矛盾し、伝説は混乱している。